# Gråbergstjärnen (Hotagens socken, Jämtland, 711275-145417)
Gråbergstjärnen är en sjö i Krokoms kommun i Jämtland och ingår i Indalsälvens huvudavrinningsområde. Sjön har en area på 0,15 kvadratkilometer och ligger 559 meter över havet. Gråbergstjärnen ligger i Gråberget-Hotagsfjällen Natura 2000-område. Sjön avvattnas av vattendraget Öjån.

## Delavrinningsområde
Gråbergstjärnen ingår i det delavrinningsområde (711246-145317) som SMHI kallar för Utloppet av Gråbergstjärnen. Medelhöjden är 611 meter över havet och ytan är 5,32 kvadratkilometer. Det finns inga avrinningsområden uppströms utan avrinningsområdet är högsta punkten. Öjån som avvattnar avrinningsområdet har biflödesordning 3, vilket innebär att vattnet flödar genom totalt 3 vattendrag innan det når havet efter 287 kilometer. Avrinningsområdet består mestadels av skog (92 procent). Avrinningsområdet har 0,24 kvadratkilometer vattenytor vilket ger det en sjöprocent på 4,5 procent.